# Jardin des plantes d'Angers

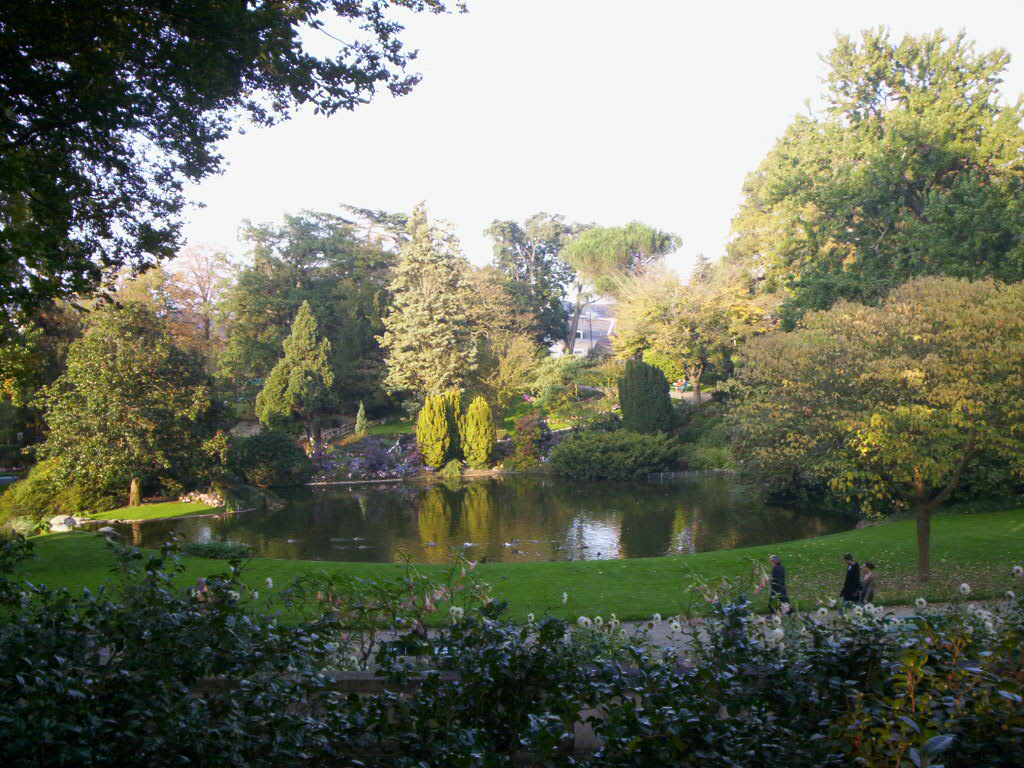
Jardin des plantes d'Angers a l'octubre de 2007

El Jardin des plantes d'Angers, situat a Angers (França), ofereix un espai boscós i guarnit amb flors de 4 hectàrees en ple centre de la ciutat. A qualsevol estació, tant estiu com hivern, el Jardin des plantes atreu passejants, amants, famílies i turistes, pels seus arbres, les seves plantes, els seus rierols i els seus petits ponts de fusta, els seus jocs per a infants i els seus animals (conills, cabres i bocs).

## Presentació general
Situat abans fora de les muralles, al raval Saint-Samson, el Jardin des plantes d'Angers és el primer jardí botànic de la Ciutat, del començament del segle xviii. El jardí permet apreciar l'ambient paisatgista creat per Édouard André al començament del segle xx.
Senderes, cascades i estàtues confereixen, al Jardin des plantes d'Angers, una atmosfera romàntica i serena. Presenta pel que fa als passejants una bonica i antiga col·lecció d'arbres destacables: paulownia, roure dels Afars, om de Sibèria i Ginkgo biloba.

## Presentació històrica
Amb el desenvolupament de la botànica al segle xviii, es crea un primer jardí a Angers el 1740.
Traslladat en la segona meitat del segle xviii cap al tancat de les Basses, comprat als Benedictins, per beneficiar-se d'un espai més vast i d'un petit rierol que el travessa i garantir així la seva irrigació.
Des de 1791, el Jardin des plantes esdevé un lloc d'estudi, s'imparteixen cursos de botànica, gratuïts i públics a l'aire lliure. El jardí esdevé l'escola botànica d'Angers. Aquesta escola botànica té una vocació científica i produeix plantes de laboratori i medicinals. L'escola de botànica proveeix plantes medicinals als malalts amb prescripció mèdica.
Al segle xix, és ampliat i s'hi fa un espai de passeig. L'escola de botànica és traslladada cap a l'escola de medicina. L'església Saint-Samson, datant del segle xii, situada al cor del jardí, servirà d'orangerie al segle xix. El jardí també disposarà d'un gabial i d'una exhibició de feres.
Al començament del segle xx, el jardí va ser completament reorganitzat entre 1901-1905 pel paisatgista Édouard André.
Al final del segle xx, és erigit, al costat de la porta d'entrada principal del Jardin des plantes, el Centre de congressos d'Angers.